# Thando Roto
Thando Roto (né le 26 septembre 1995) est un athlète sud-africain, spécialiste des épreuves de sprint.

## Biographie
Le 18 mars 2017, à Pretoria, il franchit pour la première fois de sa carrière la barrière des dix secondes sur 100 m en parcourant la distance en 9 s 95 (+ 1,2 m/s).
Le 24 août 2017, il décroche la médaille d'argent de l'Universiade à Taipei en 10 s 24.

## Palmarès
| Date | Compétition | Lieu   | Résultat | Épreuve | Temps   |
| ---- | ----------- | ------ | -------- | ------- | ------- |
| 2017 | Universiade | Taipei | 2e       | 100 m   | 10 s 24 |

## Records
| Épreuve | Performance | Lieu     | Date         |
| ------- | ----------- | -------- | ------------ |
| 100 m   | 9 s 95      | Pretoria | 18 mars 2017 |